# 1576 en arts plastiques
| Années des arts plastiques : 1573 - 1574 - 1575 - 1576 - 1577 - 1578 - 1579    |
| Décennies des arts plastiques : 1540 - 1550 - 1560 - 1570 - 1580 - 1590 - 1600 |

Cette page concerne l'année 1576 en arts plastiques.

## Œuvres

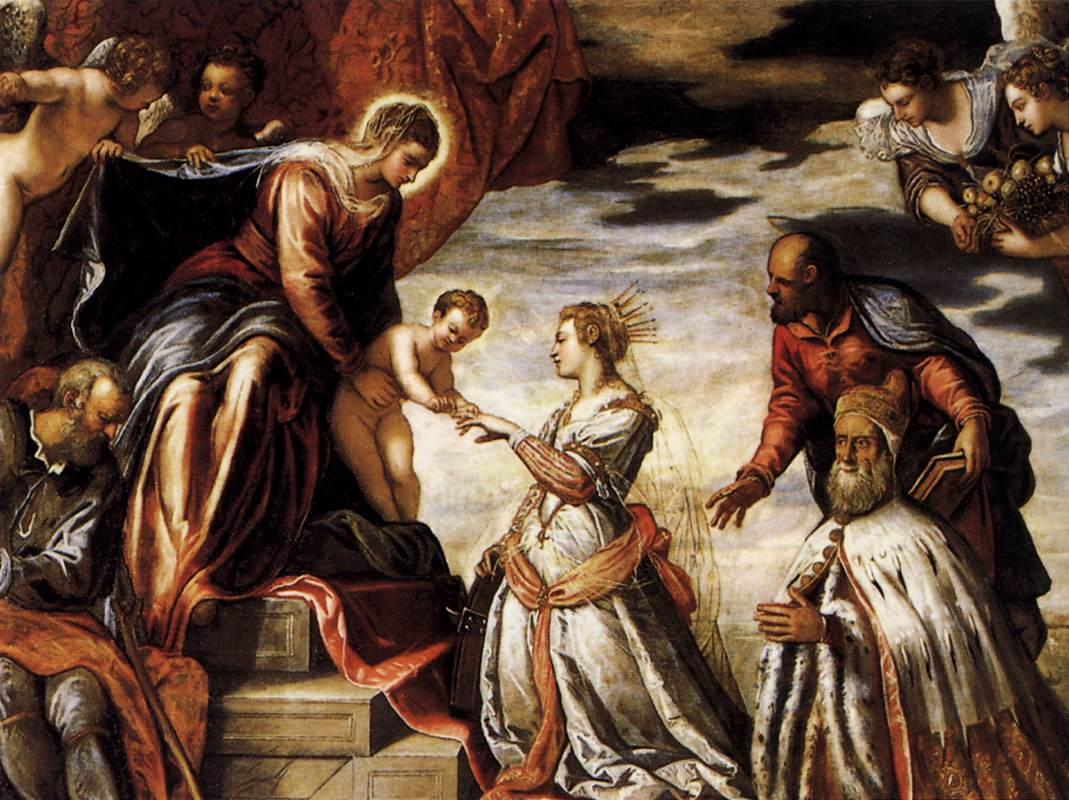
Mariage mystique de Sainte Catherine (détail), par Le Tintoret.

- Le Tintoret : Mariage mystique de Sainte Catherine

## Naissances
- 16 juin : Giovanni Battista Viola, peintre baroque italien (° 10 août 1622),
- 13 août : David Vinckboons, peintre de paysage et de scènes de genre néerlandais († 1629),
- ?
  - Vincenzo Carducci, peintre italien († 1638),
  - Gregorio Fernández, sculpteur baroque espagnol († 22 janvier 1636),
  - Cornelius Galle l'Ancien, graveur flamand († 29 mars 1650),
  - Jue Song, peintre chinois († 1632),
  - Stefano Maderno, sculpteur italien († 17 septembre 1636),
  - Roelandt Savery, peintre, dessinateur et graveur maniériste tardif des Pays-Bas espagnols du Siècle d'or néerlandais († 25 février 1639),
  - Santino Solari,  architecte et sculpteur né en suisse († 10 avril 1646),
  - Leonello Spada, peintre et graveur italien († 17 mai 1622),
  - Cornelis Van der Voort, peintre portraitiste néerlandais († 1624),
- Vers 1576 :
- Pietro Paolo Bonzi, peintre italien de l'école romaine († 17 mars 1636).

## Décès
- 26 mai : Vincenzo Danti, sculpteur et ingénieur civil italien (° 1530),
- ? juin : Dirck Jacobsz, peintre néerlandais (° 1497),
- 28 août : Tiziano Vecellio, dit Titien, peintre italien (° vers 1488),

- ? :
  - Gian Antonio Licinio, peintre maniériste italien (° vers 1515),
  - Lu Zhi, peintre décorateur chinois (° 1496),

- Vers 1576 :
- Domenico Bianchini, compositeur, luthiste et mosaïste vénitien (° vers 1510),

- 1576 ou 1580 :
- John Bettes l'Ancien, peintre de portraits, miniaturiste et graveur britannique (° vers 1530).